# Solanum trachycarpum
Solanum trachycarpum là loài thực vật có hoa trong họ Cà. Loài này được Bitter & Sodiro miêu tả khoa học đầu tiên năm 1912.